# Herron
Herron és una concentració de població designada pel cens dels Estats Units a l'estat de Montana. Segons el cens del 2000 tenia 100 habitants.

## Demografia
Segons el cens del 2000, Herron tenia 100 habitants, 43 habitatges, i 34 famílies. La densitat de població era de 8,3 habitants per km².
Dels 43 habitatges en un 23,3% hi vivien nens de menys de 18 anys, en un 65,1% hi vivien parelles casades, en un 11,6% dones solteres, i en un 20,9% no eren unitats familiars. En el 16,3% dels habitatges hi vivien persones soles el 4,7% de les quals corresponia a persones de 65 anys o més que vivien soles. El nombre mitjà de persones vivint en cada habitatge era de 2,33 i el nombre mitjà de persones que vivien en cada família era de 2,56.
Per edats la població es repartia de la següent manera: un 17% tenia menys de 18 anys, un 6% entre 18 i 24, un 22% entre 25 i 44, un 36% de 45 a 60 i un 19% 65 anys o més.
L'edat mediana era de 48 anys. Per cada 100 dones de 18 o més anys hi havia 118,4 homes.
La renda mediana per habitatge era de 37.727 $ i la renda mediana per família de 26.250 $. Els homes tenien una renda mediana de 33.125 $ mentre que les dones 32.917 $. La renda per capita de la població era d'11.779 $. Cap de les famílies estaven per davall del llindar de pobresa.

## Poblacions més properes
El següent diagrama mostra les poblacions més properes.